# Un abisso chiamato amore
Un abisso chiamato amore è un romanzo di Liala, pubblicato per la prima volta a Milano presso l'editore Del Duca nel 1963.

## Trama
Altera Widding è una ragazza italiana di padre inglese e madre francese: una famiglia molto ricca un tempo, ma dopo la morte dell'uomo non più. La giovane donna vive a Milano in una casa enorme con la sorella Armida, detta Lella, e Videlma, la mamma. Da tempo Altera frequenta un magnate del petrolio, di trent'anni più vecchio: un orientale cresciuto e allevato nell'Islam sciita, che si è trasferito in Italia per amore convertendosi quindi alla religione cattolica. La moglie di costui è ora però gravemente malata di tumore e sembra che per lei non ci siano molte speranze. Altera inorridisce all'idea di trascorrere una vita senza agi, dunque quella che le si profila è una tentazione allettante, tanto più che il miliardario la inonda di regali, da lei ogni volta però puntualmente rifiutati: la ragazza infatti sente di non amare quell'uomo così generoso, anche perché egli fisicamente invecchia male. Mentre Lella ronza intorno a un giovane italiano, piuttosto ricco, col preciso proposito di sposarlo. Un giorno Altera rimane in panne con la sua auto nella campagna pavese e viene soccorsa da Luciano Traldi, un ex attore cinematografico, dotato ancora di gran fascino, che vive nella sua villa poco distante con la fedele governante Antonia.